# 松平忠厚
松平 忠厚（まつだいら ただあつ）は、19世紀後半にアメリカ合衆国で活動した日本出身の鉄道・土木技術者。父は幕末期に老中を務めた松平忠固（信濃上田藩第6代藩主）。

## 生涯
嘉永4年（1851年）8月24日、信濃上田藩第6代藩主・松平忠固の二男として江戸で生まれる。旗本松平家（上田藩の飛び地、塩崎知行所5000石）を継ぎ更級郡塩崎村の領主となったが、築地のキリスト教会に通い、洗礼を受け、親の決めた妻と一児を塩崎村に残し、明治5年（1872年）から異母兄の松平忠礼とともにアメリカに私費留学。ニュージャージー州のラトガース大学付属グラマースクールで英語を学んだのち、1875年にラトガース大学に入学し工学を専攻する。同大学には当時、勝海舟や岩倉具視の子息ら20人ほどの日本人学生が在籍していた。1874年にハーバード大学に移り、1879年に卒業したとする資料もある。
1879年にニューヨークの建設会社ニューヨーク・ローン・インプルーブメント社に入社後、ウースター大学でも建築と土木を学ぶ。同年、ラトガース大学前で本屋を営んでいた陸軍元大将アーチボルト・サンプソン（Archibald Sampson）の娘、カリー（当時19歳）と結婚し、マンハッタン高架鉄道会社に土木技師として就職する。日本に残していた妻とは離婚したが、「殿様が毛唐女とできてしまった」と地元で騒ぎになったため、松平家からは勘当となった。
在職中に、ブルックリン橋の一部を設計担当する。このころ三角法を使った計算法を考案したことからアメリカの土木業界で一躍有名になり、大陸横断鉄道であるユニオン・パシフィック鉄道の主任測量士として招かれ、ワイオミング州、アイダホ州、モンタナ州、ネブラスカ州各州の鉄道敷設事業に関わる。1884年にはペンシルベニア州ブラッドフォードの公式エンジニア (civil engineer) に任命され、アメリカにおける日本人初の公職者となる。測量に関する英語論文も多数発表し、「ニューヨーク・タイムズ」紙や「デトロイト・ポスト・トリビューン」紙などで、「日本人はアメリカ人に勝る」と紹介された。
結核を患い、その療養も兼ねて、1886年にコロラド州に移り、鉄道測量技師として働く。忠厚らの招きでコロラド州には多数の日本人が鉄道労働者として移民し、2000年のコロラド州の統計では日系の血を引く住人が州内に約19000人いるとされる。これは人種差別から白人労働者が日本人の下で働くことを嫌い、ボイコットしたことも一因である。
1888年（明治21年）1月24日、コロラド州デンバーにて死去した。享年37。1952年、コロラド州初の正式な日本人市民としてデンバー市内のリバーサイド墓地に記念碑が建てられた。忠厚の長男・太郎は日本人初の米国軍騎兵隊員、次男・欽次郎は初のアジア系市長（メリーランド州エドモンストン）となった。1988年に、欽次郎の子孫であるベティ・マツダイラ・リードが上田を訪問、1994年に天皇・皇后夫妻が米国が訪問した折には、孫のハル・マツダイラ・デントと接見した。忠厚の子孫には他にゲリー・デント、スティーブン松平が存在する。

## 関連図書
- 『明治海外ニッポン人-日本人海外発展史叢書』（伊藤一男著 PMC出版 1984年）
- 『黄金のくさび 海を渡ったラストプリンス松平忠厚《上田藩主の弟》』（飯沼信子著 郷土出版社 1996年）
- Pacific pioneers: Japanese journeys to America and Hawaii, 1850-80 （John E. Van Sant 著 イリノイ大学出版部 2000年）
- 『赤松小三郎　松平忠厚』上田市立博物館　2000年
- 『プリンス・マツダイラ物語』（金子香代著　文芸せたがや23号　2004年）
- 『コロラド日本人物語 日系アメリカ人と戦争―六〇年後の真実 』（今田英一著 星雲社 2005年）
- 『日系人のコロラド』（ビル・ホソカワ著 柏艪舎 2009年）